# BR Schlager
BR Schlager (do 20 stycznia 2021 Bayern plus) – niemiecka stacja radiowa należąca do Bayerischer Rundfunk (BR), bawarskiego publicznego nadawcy radiowo-telewizyjnego. Stacja została uruchomiona w 2008 roku i jest adresowana do starszych słuchaczy, mających co najmniej 50 lat. W skład ramówki wchodzą magazyny publicystyczne i poradnikowe, a także liczne pasma muzyczne, w których prezentowane są głównie złote przeboje z krajów niemieckojęzycznych oraz muzyka ludowa z Bawarii, Austrii i Szwajcarii. 
Stacja zaliczana jest do cyfrowych kanałów BR, ponieważ zasadniczą metodą jej dystrybucji jest cyfrowym przekaz naziemnym. Ponadto BR Schlager dostępna jest w Internecie oraz w niekodowanym przekazie z satelity Astra 1M. Do 30 września 2015 roku można było jej słuchać również w przekazie analogowym, na falach średnich (MW). 